# Nico Müller (tyngdlyftare)
Nico Müller, född 2 november 1993 i Mosbach, är en tysk tyngdlyftare.

## Karriär
Müller tävlade för första gången i tyngdlyftning som sjuåring för klubben SV Germania Obrigheim.
2016 tävlade Müller vid de olympiska spelen i Rio de Janeiro, där han slutade på 10:e plats i 77 kg-klassen. Vid EM i tyngdlyftning 2018 tog han överraskande guldmedaljer i stöt och totalen i 77 kg-klassen. Totalt lyfte Müller 346 kg och i stöt lyfte han 191 kg, vilket blev ett nytt personbästa. I ryck slutade Müller på fjärde plats. Han blev även utsedd till årets tyngdlyftare i Tyskland 2018.
Vid olympiska sommarspelen 2020 i Tokyo lyfte Müller totalt 354 kg och slutade på 7:e plats i 81 kg-klassen.
På nationell nivå har Müller blivit tysk mästare flera gånger i viktklassen 85 kg och sedan 2019 i viktklassen 89 kg. Han tävlar för SV Germania Obrigheim i Bundesliga och har vunnit två guld samt flera silver med klubben.

## Tävlingar
| År   | Tävling                       | Viktklass | Ryck   | Stöt   | Totalt | Placering |
| ---- | ----------------------------- | --------- | ------ | ------ | ------ | --------- |
| 2009 | EM för ungdomar               | 69 kg     | 117 kg | 145 kg | 262 kg | 8         |
| 2010 | Olympiska spelen för ungdomar | 69 kg     | 125 kg | NM     | 0 kg   | i.u.      |
| 2012 | Europeiska juniormästerskapen | 77 kg     | 142 kg | 175 kg | 317 kg | 8         |
| 2013 | Europeiska juniormästerskapen | 85 kg     | 145 kg | 185 kg | 330 kg | 4         |
| 2015 | Världsmästerskapet            | 77 kg     | 149 kg | 183 kg | 332 kg | 19        |
| 2016 | Europamästerskapet            | 77 kg     | 153 kg | 188 kg | 341 kg | 5         |
| 2016 | Olympiska spelen              | 77 kg     | 151 kg | 181 kg | 332 kg | 10        |
| 2017 | Europamästerskapet            | 77 kg     | 148 kg | 178 kg | 326 kg | 10        |
| 2017 | Världsmästerskapet            | 77 kg     | 150 kg | 183 kg | 333 kg | 13        |
| 2018 | Europamästerskapet            | 77 kg     | 155 kg | 191 kg | 346 kg | 1         |
| 2018 | Världsmästerskapet            | 81 kg     | 156 kg | 192 kg | 348 kg | 7         |
| 2019 | International Fajr Cup        | 81 kg     | 157 kg | 198 kg | 355 kg | 1         |
| 2019 | Europamästerskapet            | 81 kg     | 155 kg | 190 kg | 345 kg | 7         |
| 2019 | Cup of the Blue Swords        | 89 kg     | 155 kg | 192 kg | 347 kg | 2         |
| 2019 | Världsmästerskapet            | 81 kg     | 157 kg | 191 kg | 348 kg | 11        |
| 2019 | Qatar International Cup       | 81 kg     | 160 kg | 195 kg | 355 kg | 1         |
| 2021 | Europamästerskapet            | 81 kg     | 158 kg | 188 kg | 346 kg | 5         |